# Treubia tahitensis
Treubia tahitensis là một loài rêu trong họ Treubiaceae. Loài này được (Nadeaud) K.I. Goebel ex Besch. mô tả khoa học đầu tiên năm 1898.